# Tioguanina
La tioguanina o 6-tioguanina (6-TG) és un medicament usat per tractar la leucèmia aguda mieloide, la leucèmia limfoide aguda i la leucèmia mieloide crònica. No es recomana l'ús a llarg termini Es pren oralment.
Els efectes secundaris comuns inclouen la mielosupressió, problemes hepàtics i estomatitis. La tiguanina és un medicament de la família dels antimetabòlits. És un anàleg purina de la guanina i actua interrompent l'ADN i l'ARN.
La tioguanina va ser desenvolupada entre 1949 i 1951.